# 마틴 코브
마틴 코브(Martin Kove, 1947년 3월 6일 ~ )는 미국의 배우이다.

## 출연 작품

### 영화
- 왼편 마지막 집 (1972)
- 알 카포네 (1975)